# Салон отверженных

Джеймс Уистлер. Симфония в белом № 1. Девушка в белом. 1862, Национальная галерея искусства, Вашингтон

Салон отверженных (фр. Salon des Refusés) — выставка, альтернативная официальному Парижскому салону, на которой были представлены картины и скульптуры, отвергнутые в 1860-х — 1870-х годах Большим жюри Парижского салона. Самая значительная выставка состоялась в 1863 году по инициативе императора Наполеона III после того, как методы отбора работ в Парижский салон были подвергнуты всеобщей критике.

## Предыстория
C XVII века самой значительной (и по сути единственной) художественной выставкой Франции был Салон Академии живописи и скульптуры, аффилированный со Школой изящных искусств. Жюри, отбиравшее для неё картины, было ориентировано на традиционные вкусы художественных академий, то есть привержено художественным стилям, преподававшимся в то время в школах изящных искусств. Во второй половине XIX века работа жюри все более и более подвергалось критике. Внутри жюри разыгрывались бесконечные интриги из-за принятия произведений тех или иных художников. Экспонирование произведений в Парижском салоне и получение положительных откликов критиков, возможность быть отмеченным премией были для художников важным шагом к финансовому успеху и благополучию. Отвергнутые работы редко находили покупателя. По признанию Яна Бартолда Йонгкинда, ему пришлось отдать заказчику деньги, заплаченные за его картину, поскольку она была не принята жюри. Одно время на рамы отвергнутых картин ставили печать «R» (фр. Refusé) — отказано.
У таких художников, как Клод Моне, Эдуард Мане, Огюст Ренуар, Фредерик Базиль или Альфред Сислей с их представлением о живописи, было немного шансов участвовать в салоне. Жюри постоянно отклоняло даже выдающиеся картины Гюстава Курбе, бывшего в ту пору уже известным живописцем.

## Мотивы создания первого Салона отверженных

### Решение жюри в начале 1863 года
В 1863 году число картин, которые один художник мог подать в Салон, было ограничено тремя. Это решение вызвало резкую критику со стороны художественных кругов Франции. Заседания жюри по отбору произведений в салон начались 2 апреля 1863 года. А уже 5 апреля распространился слух, что в этот раз жюри строго, как никогда. 12 апреля жюри объявило о своём решении. Из 5 тысяч полотен представленных на суд жюри 3 тысячами живописцев жюри отклонило шестьдесят процентов.
Разразился скандал. 22 апреля выставку посетил император Наполеон III, в сопровождении своего адъютанта генерала Лебёфа. Ему показали некоторые из отвергнутых работ. Он нашёл, что они мало чем отличаются от тех, что были приняты жюри. Император выступил с заявлением, напечатанным в газете Le Moniteur universel:
«Император получил многочисленные жалобы в отношении произведений искусства, отвергнутых жюри Салона. Его Величество, желая дать возможность общественности прийти к собственному заключению о правомерности этих жалоб, решил, что отвергнутые произведения будут выставлены напоказ в другой части Дворца Индустрии. Выставка эта будет добровольной, и тем, кто не пожелает принять в ней участие, нужно будет лишь уведомить администрацию, которая незамедлительно возвратит им их работы».
К 7 мая — крайнему сроку, к которому художники должны были принять решение о востребовании своих работ, — около 600 картин из представленных на суд жюри были возвращены их создателям. Как писал в «L’Artiste» Жюль Кастаньяри (1830—1888), великий поборник новаторства в искусстве, дело обстояло не так однозначно, как это могло показаться:
«Известие привело парижские мастерские в состояние замешательства. Ликовали и обнимали друг друга. Но затем на смену восторгам пришло отрезвление. Что же теперь делать? Воспользоваться предложением и выставить свои работы? Это значит — решиться (и не без ущерба для себя) дать ответ на вопрос, подразумеваемый в самом решении, — отдать себя на суд публики, в случае, если работа признана явно плохой. И это значит поставить под сомнение объективность Комиссии и перейти на сторону Института не только в настоящее время, но и на будущее. А если не выставлять? Это значит — отдаться на суд жюри и таким образом, признав свою бездарность, способствовать росту его авторитета».

### Искусство размещения картин
Выставка представляла собой странную смесь картин. Чтобы избежать разногласий насчёт места развески, работы располагались строго в алфавитном порядке — мера эта, хоть и рациональная, в визуальном отношении вызвала разнобой. В одном ряду с батальными сценами и обнажёнными девами висели работы ещё малоизвестных новаторов: три полотна и три гравюры Мане, три полотна Писсарро, три — Йонкинда и не числившиеся в каталоге работы Сезанна, Гийомена и Фантен-Латура. Также приняли участие Феликс Бракмон, Фантен-Латур, Арман Готье и Альфонс Легро. Полотна последних трёх живописцев были также приняты на официальный салон. В каталоге Салона Отверженных были указаны не все художники. Он остался незавершённым, поскольку был составлен без помощи организаторов, и для его завершения просто не оставалось времени.

### Реакция публики
Салон отверженных начал свою работу 15 мая, в то время как официальный салон открылся 1 мая. С самого начала экспозиция притягивала большое число посетителей. По воскресеньям число посетителей достигало четырёх тысяч. Выставка оказалась бо́льшим магнитом, чем официальный салон. Пресса посвящала живописцам, выставленным в «Салоне Отверженных», всё более обширные статьи, так что в прессе повторялась шутка, что художники, выставленные в официальном салоне, надеются в следующем году быть отвергнутыми жюри и привлечь тем самым к себе особое внимание.
Однако большинство статей в прессе носили негативный характер, и реакция публики была отрицательной. Новаторские произведения подвергались насмешкам со стороны посетителей.

Мане, Завтрак на траве, 1863, Музей Орсе, Париж